# Naturschutzgebiet Lippeaue von Lünen bis Schleuse Horst
Das Naturschutzgebiet Lippeaue von Lünen bis Schleuse Horst liegt auf dem Gebiet der Stadt Lünen im Kreis Unna in Nordrhein-Westfalen. Das etwa 217 ha große Gebiet wurde im Jahr 2007 unter der Schlüsselnummer UN-053 unter Naturschutz gestellt. Es erstreckt sich nordwestlich der Kernstadt Lünen entlang der Lippe bis zur Schleuse Horst, versteckt in den Feldern zwischen Alstedde und Bork. Westlich fließt der Datteln-Hamm-Kanal, östlich verläuft die B 236 und südlich die B 54. Östlich erstreckt sich das 105,5 ha große Naturschutzgebiet Lippeaue von Wethmar bis Lünen und südlich das 82 ha große Naturschutzgebiet Welschenkamp.